# Bristol, Connecticut
Bristol är en stad i Hartford County i delstaten Connecticut i USA med 60 062 invånare (2000).

## Kända personer från Bristol
- Gary Burghoff, skådespelare
- Michael Corbat, företagsledare
- Gordon J. Humphrey, politiker
- Karen Josephson, konstsimmare
- Sarah Josephson, konstsimmare
- Mike Reiss, manusförfattare